# Прототюрки
Прототюрки, пратюрки — этническая общность — носитель пратюркского языка, которая сформировала современные тюркские народы.

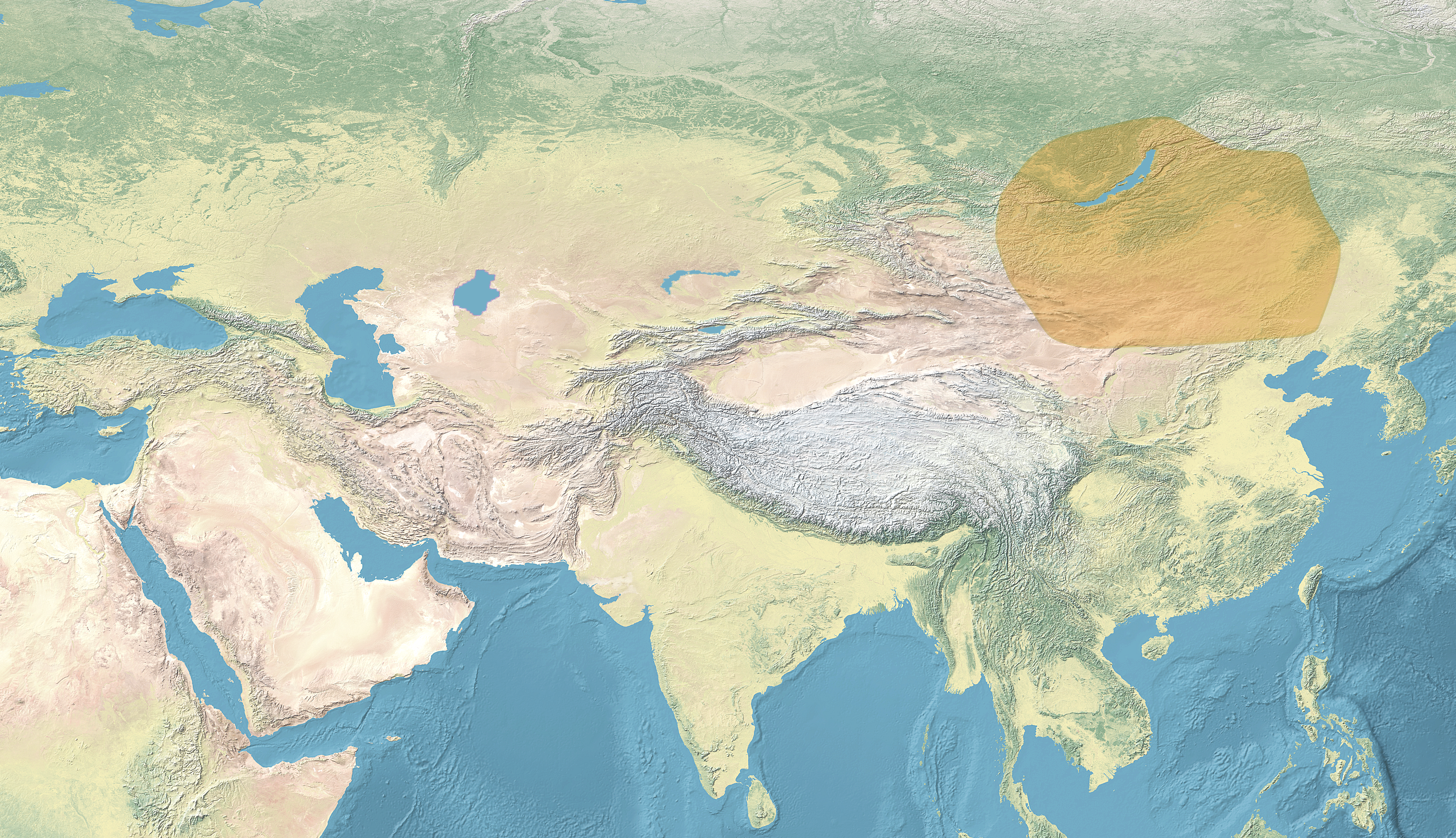
Предполагаемая прародина тюрок, археологически фиксируемая как культура плиточных могил (предки хунну)

## Культура и мировоззрение
Пратюрки в повседневной жизни в течение года соприкасались со всеми природными атмосферными явлениями, характерными для континентального климата. Они вели постоянное наблюдение за состоянием погоды и отмечали ее характерные особенности каждый сезон, месяц, каждые сутки и по частям суток.
Пратюрки имели специальные обозначения для ясной погоды — зимней и летней. И зимой, и летом ясная погода представляла собой экстремальные условия для жизни и быта людей. При такой погоде и зимой, и летом приходилось
надевать толстый слой одежды, меховую шапку.
Наличие музыкальных инструментов показывает, что в пратюркское время была музыка инструментальная и голосовая (исполнялись песни). Но
о жанрах, мелодиях и функции пратюркской музыки сказать что-либо конкретное не представляется возможным. Тем не менее, можно говорить о
структуре древней музыки (мелодики), ее тонической системе — пентатонике.

## Распад алтайского праязыка
Существует гипотеза (А. В. Дыбо), согласно которой тюркские языки образовались в результате распада алтайского праязыка приблизительно в VI тысячелетии до н. э. Помимо тюркских языков, в результате этого распада начали формироваться монгольские, тунгусо-маньчжурские, японский и корейский языки.
Однако более подробный лексикостастический анализ и сравнительное распределение ок. 2000 лексических изоглосс (просуммированные в Алтайском этимологическом словаре) говорят в пользу того, что алтайская семья делится скорее на 3 подсемьи:
- западную (тюрко-монгольскую), распавшуюся в сер. 4-го тыс. до н. э. на тюркскую и монгольскую ветви (25 совпадений в 100-словном списке),
- центральную, включающую тунгусо-маньчжурскую ветвь. С носителями этих языков связывается Серовская культура Прибайкалья.
- восточную (японо-корейскую), распавшуюся в сер. 3 тыс. до н. э. на корейскую и японо-рюкюскую ветви (33 совпадения в 100-словном списке). В I тыс. до н. э. на территории Маньчжурии существовали пуёские языки, которые положили начало как японскому, так и корейскому языку.

В целом термин «алтайский», для обозначения макросемьи языков следует признать не очень удачным, так как к моменту зарождения прототюркской общности на Алтае обитали индо-иранские («скифские») и самодийские народы.  

## Прародина и происхождение
По мнению А. В. Дыбо, пратюрки фиксируются в следующем окружении: «а) Древний Китай, б) древние самодийцы (саянские самодийцы) и в) древние енисейцы». Одним из самых древних известных тюркоязычных народов являются хунны, которые жили на территории северного Китая (Ордос).
И. Л. Кызласов указывает, ориентируясь на археологические и культурные признаки прототюрков, первоначальной прародиной тюркских народов следует считать Переднюю Азию, при этом Центральная Азия является второй прародиной тюркских народов. Однако исторические источники указывают на достаточно поздний приход тюркоязычных народов на территорию Передней Азии (ак-коюнлу, сельджуки и пр.) c территории Центральной Азии.
А. Х. Халиков считал, что тюркская общность формировалась и развивалась не только в Центральной, но и Западной Азии, причем границы Западной Азии он определял очень широко — от Алтая до Южного Урала. Тюркам, по мнению А. Х. Халикова, принадлежала Бегазы-дандыбаевская культура, зафиксированная на территории Центрального Казахстана в начале I тыс. до н. э. Территория этой культуры прямо примыкает к Южному Уралу. Согласно А. Х. Халикову, на основе бегазы-дандыбаевской культуры Центрального Казахстана и бесобинской культуры Северного Приаралья в первых веках I тыс. до н. э. формируются западные прототюркские племена. В IX—VIII вв. до н. э. они заселяют Южный Урал. Так формируется основа этногенеза тюркских народов Волго-Уральского региона. Согласно А. Х. Халикову, в IV—III вв. до н. э. тюрки начинают распадаться на западнотюркскую и восточнотюркскую ветви. С западнотюркской группой он связывает бесобинскую, бегазы-дандыбаевскую, тасмолинскую культуры.
Он считает, что алтайская языковая семья формировалась в регионе Алтая, Восточной Сибири, Прибайкалья и Монголии. «В то же время севернее и восточнее Байкала в основном расселялись тунгусо-маньчжурские народы, южнее и юго-восточнее — монголы, поэтому древнейшие тюркоязычные племена, как и их потомки, должны были расселяться западнее, то есть не восточнее Алтая, скорее всего в степной и лесостепной зоне между Алтаем и Уралом». Получается, что, если сейчас тюрков нет восточнее Алтая, значит, их там и раньше не было. Именно на территории Казахстана, как считает А. Х. Халиков, были отюречены хунны, «полностью утратившие свой древнемонгольский язык».
Р. Г. Кузеев считает, что «как всегда, определение этноязыковой принадлежности археологических культур является относительным. Поскольку нет письменных памятников, совершенно невозможно доказать, что бегазы-дандыбаевская культура является тюркоязычной, что носители её говорили на тюркских языках. Если тюркоязычность носителей этой культуры является сомнительной, то, следовательно, все построение А. Х. Халикова невозможно считать доказанным, потому что его главная предпосылка — это то, что бегазы-дандыбаевская культура эпохи бронзы (начало I тыс. до н. э.) является по принадлежности тюркской культурой. Если этот тезис сомнителен, то, следовательно, все построение А. Х. Халикова тоже является сомнительным».

## Распад пратюркского языка
Все современные тюркские языки происходят из одного диалекта, который существовал как единый язык приблизительно до 3—2 вв. до н. э. По мнению некоторых исследователей, 22—23 века назад пратюркский распался на две большие группы — основную тюркскую и огурскую. От основного тюркского языка затем отделились якутский и тувинско-тофаларский, ещё позже огузские, карлукские, кипчакские и т. д..

## Другие теории
Как утверждает турецкий лингвист и историк Осман Каратай, реконструированная прототюркская лексика в сельскохозяйственной терминологии и числах имеет большое сходство не с алтайскими языками и алтайской экогеографией, а с уральской (финно-угорской) и индоевропейской реконструированной лексикой и экогеографией Уральского региона. Интересно, что в общетюркской мифологии по мифологическим персонажам и сюжетам очевидны параллели между индоевропейской и уральской мифологией. По О. Каратаю прототюркский сформировался в средней бронзовой эпохе, генетический поток из Урала привнесший курганную традицию, коневодческий номадизм и др. технические новшества в Алтай-Ордосский регион, так же привнес прототюркский язык.

## Критика
Теории о существовании в древности прототюрков (пратюрков), как и «индоевропейцев», «уральцев» и подобных гипотетических народов подвергнута сомнению лингвистами-позитивистами и теоретиками от археологии. Доводы и аргументы приводимые в СИГТЯ и «теории Трансевразийских языков» об «Алтайской прародине прототюркского языка», а так же противоположных теорий о «Западно-Азиатской прародине прототюрков» (О.Каратай, Дь. Немет, С.Парпола и др.) критически анализированы с позитивистских позиций в исследовании азербайджанского археолога, сторонника позитивизма в теоретической археологии П.Гасымова. По П.Гасымову, если исходить из примордиалистской позиции, то фактический материал (параллели со словами в древних шумерских и семитских текстах) вроде бы подтверждает гипотезы анти-алтаистов, в основном сторонников примордиалистской западно-азиатской прародины тюркского языка. По заключению исследователя в зависимости от субъективных предпочтений исследователя-примордиалиста (лингвиста, археолога, палеогенетика, историка) или куратора междисциплинарных исследований, эти методы создают основу для возникновения противоречивых гипотез об «исконной родине» гипотетического праязыка и этнической атрибуции, такого конструкта как «археологическая культура».